# Anophelepis telesphorus
Anophelepis telesphorus is een insect uit de orde Phasmatodea en de  familie Phasmatidae. De wetenschappelijke naam van deze soort is voor het eerst geldig gepubliceerd in 1859 door Westwood.
1. ↑  (en) Anophelepis telesphorus op de IUCN Red List of Threatened Species.